# Erebia cydamus
Erebia cydamus är en fjärilsart som beskrevs av Hans Fruhstorfer 1910. Erebia cydamus ingår i släktet Erebia och familjen praktfjärilar. Inga underarter finns listade i Catalogue of Life.